# Isidor Kiefer
Isidor Kiefer (geb. 26. Mai 1871 in Worms; gest. 27. Januar 1962 in New York) war ein jüdischer Werkzeugmaschinenfabrikant und der letzte Vorsitzende der Jüdischen Gemeinde Worms.

## Leben
Kiefer wurde am 26. Mai 1871 in Worms geboren. Kiefer setzte 1924 einen durch den Ausbruch des Ersten Weltkriegs zunächst nicht umgesetzten Plan um, im Vorbau der Synagoge eine Ausstellung zur Geschichte der Gemeinde und von Judaica aus dem Besitz der Gemeinde und ihrer Mitglieder einzurichten.
Noch im Laufe des Jahres 1933 emigrierte Isidor Kiefer in die USA. Dabei nahm er das von ihm – wohl 1932 – gefertigte und in den USA 1938 als Manuskript zusammengestellte Inventar des Museums und die zugehörigen dokumentierenden Fotos mit, die so – im Gegensatz zu dem Museum und seiner Sammlung – die Zerstörung der Pogromnacht am 10. November 1938 überstanden.
Nach dem Ende des Zweiten Weltkriegs engagierte sich Isidor Kiefer für den Wiederaufbau der zerstörten Wormser Synagoge. Sein jahrelanges Wirken in der Sache führte schließlich 1956 dazu, dass das als Ziel beschlossen wurde. Ab 1958 wurde die Wiedererrichtung angegangen und am 3. Dezember 1961 in einem Festakt die Synagoge wieder mit Thora-Rollen ausgestattet. Isidor Kiefer konnte daran nicht mehr teilnehmen. Er starb am 27. Januar 1962 in New York.